# Parigi-Nizza 2010
La Parigi-Nizza 2010, sessantottesima edizione della corsa, si svolse in sette tappe precedute da un cronoprologo iniziale dal 7 al 14 marzo 2010, per un percorso totale di 1 285,5 km da Montfort-l'Amaury a Nizza, Francia. La vittoria finale andò allo spagnolo Alberto Contador dell'Astana, che si impose in 28h35'35".

## Tappe
| Tappa  | Data     | Percorso                               | km      | Vincitore di tappa | Leader cl. generale |
| ------ | -------- | -------------------------------------- | ------- | ------------------ | ------------------- |
| Prol.  | 7 marzo  | Montfort-l'Amaury (cron. individuale)  | 8       | Lars Boom          | Lars Boom           |
| 1ª     | 8 marzo  | Saint-Arnoult-en-Yvelines > Contres    | 201,5   | Greg Henderson     | Lars Boom           |
| 2ª     | 9 marzo  | Contres > Limoges                      | 203,5   | William Bonnet     | Lars Boom           |
| 3ª     | 10 marzo | Saint-Junien > Aurillac                | 208     | Peter Sagan        | Jens Voigt          |
| 4ª     | 11 marzo | Maurs > Mende                          | 172     | Alberto Contador   | Alberto Contador    |
| 5ª     | 12 marzo | Pernes-les-Fontaines > Aix-en-Provence | 153,5   | Peter Sagan        | Alberto Contador    |
| 6ª     | 13 marzo | Peynier > Tourrettes-sur-Loup          | 220     | Xavier Tondó       | Alberto Contador    |
| 7ª     | 14 marzo | Nizza > Nizza                          | 119     | Amaël Moinard      | Alberto Contador    |
| Totale | Totale   | Totale                                 | 1 285,5 |                    |                     |

## Squadre e corridori partecipanti
Essendo inserita tra le gare dell'UCI ProTour, tutte le squadre con licenza "UCI ProTeam" devono automaticamente parteciparvi. Solo la Footon-Servetto e il Team Milram ne sono state escluse. In totale prendono il via ventidue squadre, di cui sedici "ProTeams" e sei "UCI Professional Continental Team". Tra questi ultimi non è presente la BMC Racing Team del campione del mondo Cadel Evans, che ha preferito alla corsa francese la Tirreno-Adriatico.
| N.      | Cod. | Squadra            |
| ------- | ---- | ------------------ |
| 1-8     | GCE  | Caisse d'Epargne   |
| 11-18   | SAX  | Team Saxo Bank     |
| 21-28   | QST  | Quick Step         |
| 31-38   | AST  | Astana             |
| 41-48   | THR  | Team HTC-Columbia  |
| 51-58   | LIQ  | Liquigas           |
| 61-68   | CTT  | Cervélo TestTeam   |
| 71-78   | OLO  | Omega Pharma-Lotto |
| 81-88   | FDJ  | Française des Jeux |
| 91-98   | RAB  | Rabobank           |
| 101-108 | RSH  | Team RadioShack    |

| N.      | Cod. | Squadra                      |
| ------- | ---- | ---------------------------- |
| 111-118 | ALM  | AG2R La Mondiale             |
| 121-128 | GRM  | Garmin-Transitions           |
| 131-138 | EUS  | Euskaltel-Euskadi            |
| 141-148 | LAM  | Lampre-Farnese Vini          |
| 151-158 | KAT  | Team Katusha                 |
| 161-168 | BBO  | Bbox Bouygues Telecom        |
| 171-178 | SKY  | Team Sky                     |
| 181-188 | COF  | Cofidis                      |
| 191-198 | VAC  | Vacansoleil Pro Cycling Team |
| 201-208 | SAU  | Saur-Sojasun                 |
| 211-218 | SKS  | Skil-Shimano                 |

## Dettagli delle tappe

### Prologo
- 7 marzo: Montfort-l'Amaury – Cronometro individuale – 8 km

Risultati
| Pos. | Corridore       | Squadra    | Tempo  |
| ---- | --------------- | ---------- | ------ |
| 1    | Lars Boom       | Rabobank   | 10'56" |
| 2    | Jens Voigt      | Saxo Bank  | a 3"   |
| 3    | Levi Leipheimer | RadioShack | a 6"   |

| Pos. | Corridore       | Squadra    | Tempo  |
| ---- | --------------- | ---------- | ------ |
| 1    | Lars Boom       | Rabobank   | 10'56" |
| 2    | Jens Voigt      | Saxo Bank  | a 3"   |
| 3    | Levi Leipheimer | RadioShack | a 6"   |

### 1ª tappa
- 8 marzo: Saint-Arnoult-en-Yvelines > Contres – 201,5 km

Risultati
| Pos. | Corridore      | Squadra      | Tempo    |
| ---- | -------------- | ------------ | -------- |
| 1    | Greg Henderson | Team Sky     | 4h22'17" |
| 2    | Grega Bole     | Lampre       | s.t.     |
| 3    | Jeremy Galland | Saur-Sojasun | s.t.     |

| Pos. | Corridore    | Squadra   | Tempo    |
| ---- | ------------ | --------- | -------- |
| 1    | Lars Boom    | Rabobank  | 4h33'11" |
| 2    | Jens Voigt   | Saxo Bank | a 5"     |
| 3    | David Millar | Garmin    | a 11"    |

### 2ª tappa
- 9 marzo: Contres > Limoges – 203,5 km

Risultati
| Pos. | Corridore         | Squadra        | Tempo    |
| ---- | ----------------- | -------------- | -------- |
| 1    | William Bonnet    | Bouygues Tel.  | 4h22'40" |
| 2    | Peter Sagan       | Liquigas-Doimo | s.t.     |
| 3    | Luis León Sánchez | C. d'Epargne   | s.t.     |

| Pos. | Corridore         | Squadra      | Tempo    |
| ---- | ----------------- | ------------ | -------- |
| 1    | Lars Boom         | Rabobank     | 8h55'51" |
| 2    | Jens Voigt        | Saxo Bank    | a 5"     |
| 3    | Luis León Sánchez | C. d'Epargne | a 10"    |

### 3ª tappa
- 10 marzo: Saint-Junien > Aurillac – 208 km

Risultati
| Pos. | Corridore         | Squadra        | Tempo    |
| ---- | ----------------- | -------------- | -------- |
| 1    | Peter Sagan       | Liquigas-Doimo | 3h44'28" |
| 2    | Joaquim Rodríguez | Katusha        | s.t.     |
| 3    | Nicolas Roche     | AG2R La Mon.   | s.t.     |

| Pos. | Corridore         | Squadra        | Tempo     |
| ---- | ----------------- | -------------- | --------- |
| 1    | Jens Voigt        | Saxo Bank      | 12h40'26" |
| 2    | Peter Sagan       | Liquigas-Doimo | a 5"      |
| 3    | Luis León Sánchez | C. d'Epargne   | a 9"      |

### 4ª tappa
- 11 marzo: Maurs > Mende – 172 km

Risultati
| Pos. | Corridore          | Squadra      | Tempo    |
| ---- | ------------------ | ------------ | -------- |
| 1    | Alberto Contador   | Astana       | 4h26'47" |
| SQ   | Alejandro Valverde | C. d'Epargne | a 10"    |
| 2    | Samuel Sánchez     | Euskaltel    | s.t.     |

| Pos. | Corridore          | Squadra        | Tempo     |
| ---- | ------------------ | -------------- | --------- |
| 1    | Alberto Contador   | Astana         | 17h07'23" |
| SQ   | Alejandro Valverde | C. d'Epargne   | a 24"     |
| 2    | Roman Kreuziger    | Liquigas-Doimo | a 25"     |

### 5ª tappa
- 12 marzo: Pernes-les-Fontaines > Aix-en-Provence – 153,5 km

Risultati
| Pos. | Corridore          | Squadra        | Tempo    |
| ---- | ------------------ | -------------- | -------- |
| 1    | Peter Sagan        | Liquigas-Doimo | 3h34'15" |
| 2    | Mirco Lorenzetto   | Lampre         | a 2"     |
| SQ   | Alejandro Valverde | C. d'Epargne   | s.t.     |

| Pos. | Corridore          | Squadra        | Tempo     |
| ---- | ------------------ | -------------- | --------- |
| 1    | Alberto Contador   | Astana         | 20h41'40" |
| SQ   | Alejandro Valverde | C. d'Epargne   | a 20"     |
| 2    | Roman Kreuziger    | Liquigas-Doimo | a 25"     |

### 6ª tappa
- 13 marzo: Peynier > Tourrettes-sur-Loup – 220 km

Risultati
| Pos. | Corridore          | Squadra        | Tempo    |
| ---- | ------------------ | -------------- | -------- |
| 1    | Xavier Tondó       | Cervélo        | 5h01'39" |
| SQ   | Alejandro Valverde | C. d'Epargne   | a 5"     |
| 2    | Peter Sagan        | Liquigas-Doimo | s.t.     |

| Pos. | Corridore          | Squadra        | Tempo     |
| ---- | ------------------ | -------------- | --------- |
| 1    | Alberto Contador   | Astana         | 25h43'24" |
| SQ   | Alejandro Valverde | C. d'Epargne   | a 14"     |
| 2    | Roman Kreuziger    | Liquigas-Doimo | a 25"     |

### 7ª tappa
- 14 marzo: Nizza > Nizza – 119 km

Risultati
| Pos. | Corridore          | Squadra       | Tempo    |
| ---- | ------------------ | ------------- | -------- |
| 1    | Amaël Moinard      | Cofidis       | 2h52'09" |
| 2    | Thomas Voeckler    | Bouygues Tel. | s.t.     |
| SQ   | Alejandro Valverde | C. d'Epargne  | a 3"     |

| Pos. | Corridore          | Squadra      | Tempo     |
| ---- | ------------------ | ------------ | --------- |
| 1    | Alberto Contador   | Astana       | 28h35'35" |
| SQ   | Alejandro Valverde | C. d'Epargne | a 11"     |
| 2    | Luis León Sánchez  | C. d'Epargne | a 25"     |

## Evoluzione delle classifiche
| Tappa              | Vincitore          | Classifica generale | Classifica a punti | Classifica scalatori | Classifica giovani | Classifica a squadre |
| ------------------ | ------------------ | ------------------- | ------------------ | -------------------- | ------------------ | -------------------- |
| Prol.              | Lars Boom          | Lars Boom           | Lars Boom          | Lars Boom            | Lars Boom          | Team RadioShack      |
| 1ª                 | Greg Henderson     | Lars Boom           | Lars Boom          | Lars Boom            | Lars Boom          | Caisse d'Epargne     |
| 2ª                 | William Bonnet     | Lars Boom           | Luis León Sánchez  | Laurent Mangel       | Lars Boom          | Caisse d'Epargne     |
| 3ª                 | Peter Sagan        | Jens Voigt          | Peter Sagan        | Laurent Mangel       | Peter Sagan        | Liquigas-Doimo       |
| 4ª                 | Alberto Contador   | Alberto Contador    | Peter Sagan        | Laurent Mangel       | Roman Kreuziger    | Caisse d'Epargne     |
| 5ª                 | Peter Sagan        | Alberto Contador    | Peter Sagan        | Amaël Moinard        | Roman Kreuziger    | Caisse d'Epargne     |
| 6ª                 | Xavier Tondó       | Alberto Contador    | Peter Sagan        | Amaël Moinard        | Roman Kreuziger    | Liquigas-Doimo       |
| 7ª                 | Amaël Moinard      | Alberto Contador    | Peter Sagan        | Amaël Moinard        | Roman Kreuziger    | AG2R La Mondiale     |
| Classifiche finali | Classifiche finali | Alberto Contador    | Peter Sagan        | Amaël Moinard        | Roman Kreuziger    | AG2R La Mondiale     |

## Classifiche finali

### Classifica generale
| Pos. | Corridore              | Squadra        | Tempo     |
| ---- | ---------------------- | -------------- | --------- |
| 1    | Alberto Contador       | Astana         | 28h35'35" |
| SQ   | Alejandro Valverde     | C. d'Epargne   | a 11"     |
| 2    | Luis León Sánchez      | C. d'Epargne   | a 25"     |
| 3    | Roman Kreuziger        | Liquigas-Doimo | a 26"     |
| 4    | Samuel Sánchez         | Euskaltel      | a 30"     |
| 5    | Jens Voigt             | Saxo Bank      | a 35"     |
| 6    | Joaquim Rodríguez      | Katusha        | a 37"     |
| 7    | Rein Taaramäe          | Cofidis        | a 1'07"   |
| 8    | Jean-Christophe Péraud | Omega Pharma   | a 1'16"   |
| 9    | Jérôme Coppel          | Saur-Sojasun   | a 1'17"   |

### Classifica a punti
| Pos. | Corridore          | Squadra        | Punti |
| ---- | ------------------ | -------------- | ----- |
| 1    | Peter Sagan        | Liquigas-Doimo | 112   |
| SQ   | Alejandro Valverde | C. d'Epargne   | 105   |
| 2    | Jens Voigt         | Saxo Bank      | 104   |
| 3    | Alberto Contador   | Astana         | 89    |
| 4    | Joaquim Rodríguez  | Katusha        | 82    |

### Classifica scalatori
| Pos. | Corridore          | Squadra       | Punti |
| ---- | ------------------ | ------------- | ----- |
| 1    | Amaël Moinard      | Cofidis       | 75    |
| 2    | Thomas Voeckler    | Bouygues Tel. | 29    |
| 3    | Alberto Contador   | Astana        | 24    |
| SQ   | Alejandro Valverde | C. d'Epargne  | 18    |
| 4    | Damiano Cunego     | Lampre        | 17    |

### Classifica giovani
| Pos. | Corridore       | Squadra        | Tempo     |
| ---- | --------------- | -------------- | --------- |
| 1    | Roman Kreuziger | Liquigas-Doimo | 28h36'01" |
| 2    | Rein Taaramäe   | Cofidis        | a 41"     |
| 3    | Jérôme Coppel   | Saur-Sojasun   | a 51"     |
| 4    | Peter Sagan     | Liquigas-Doimo | a 2'41"   |
| 5    | Cyril Gautier   | Bouygues Tel.  | a 3'01"   |

### Classifica a squadre
| Pos. | Squadra          | Tempo     |
| ---- | ---------------- | --------- |
| 1    | AG2R La Mondiale | 85h53'50" |
| 2    | Cofidis          | a 14"     |
| 3    | Team RadioShack  | a 1'01"   |
| 4    | Caisse d'Epargne | a 2'16"   |
| 5    | Liquigas-Doimo   | a 3'01"   |

## Punteggi UCI
| Pos.               | Corridore              | Squadra        | Punti |
| ------------------ | ---------------------- | -------------- | ----- |
| 1                  | Alberto Contador       | Astana         | 107   |
| 2                  | Alejandro Valverde     | C. d'Epargne   | 93    |
| 3                  | Luis León Sánchez      | C. d'Epargne   | 72    |
| 4                  | Roman Kreuziger        | Liquigas-Doimo | 60    |
| 5                  | Samuel Sánchez         | Euskaltel      | 53    |
| 6                  | Jens Voigt             | Saxo Bank      | 46    |
| 7                  | Joaquim Rodríguez      | Katusha        | 36    |
| 8                  | Rein Taaramäe          | Cofidis        | 21    |
| 9                  | Peter Sagan            | Liquigas-Doimo | 19    |
| 10                 | Jean-Christophe Péraud | Omega Pharma   | 10    |
| 11                 | William Bonnet         | Bouygues Tel.  | 6     |
| Lars Boom          | Rabobank               | 6              |       |
| Greg Henderson     | Team Sky               | 6              |       |
| Amaël Moinard      | Cofidis                | 6              |       |
| Xavier Tondó       | Cervélo                | 6              |       |
| 16                 | Mirco Lorenzetto       | Lampre         | 5     |
| Thomas Voeckler    | Bouygues Tel.          | 5              |       |
| 18                 | Grega Bole             | Lampre         | 4     |
| Jérôme Coppel      | Saur-Sojasun           | 4              |       |
| 20                 | Nicolas Roche          | AG2R La Mon.   | 3     |
| 21                 | Levi Leipheimer        | RadioShack     | 2     |
| Jeremy Galland     | Saur-Sojasun           | 2              |       |
| 23                 | Juan José Haedo        | Saxo Bank      | 1     |
| Matthieu Ladagnous | F. des Jeux            | 1              |       |
| Aleksandr Kolobnev | Katusha                | 1              |       |
| Tony Martin        | HTC-Columbia           | 1              |       |

| Pos.              | Squadra               | Punti |
| ----------------- | --------------------- | ----- |
| 1                 | Caisse d'Epargne      | 165   |
| 2                 | Astana                | 107   |
| 3                 | Liquigas-Doimo        | 79    |
| 4                 | Euskaltel-Euskadi     | 53    |
| 5                 | Team Saxo Bank        | 47    |
| 6                 | Team Katusha          | 37    |
| 7                 | Cofidis               | 27    |
| 8                 | Bbox Bouygues Telecom | 11    |
| 9                 | Omega Pharma-Lotto    | 10    |
| 10                | Lampre-Farnese Vini   | 9     |
| 11                | Cervélo TestTeam      | 6     |
| Rabobank          | 6                     |       |
| Saur-Sojasun      | 6                     |       |
| Team Sky          | 6                     |       |
| 15                | AG2R La Mondiale      | 3     |
| 16                | Team RadioShack       | 2     |
| 17                | Française des Jeux    | 1     |
| Team HTC-Columbia | 1                     |       |

| Pos.        | Nazione       | Punti |
| ----------- | ------------- | ----- |
| 1           | Spagna        | 361   |
| 2           | Rep. Ceca     | 60    |
| 3           | Germania      | 47    |
| 4           | Francia       | 31    |
| 5           | Estonia       | 21    |
| 6           | Slovacchia    | 19    |
| 7           | Nuova Zelanda | 6     |
| Paesi Bassi | 6             |       |
| 9           | Italia        | 5     |
| 10          | Slovenia      | 4     |
| 11          | Irlanda       | 3     |
| 12          | Stati Uniti   | 2     |
| 13          | Argentina     | 1     |
| Russia      | 1             |       |